# Aelia Sanctia
Aelia Sanctia va ser una antiga llei romana establerta en una data incerta i de la que només se sap que tractava sobre els judicis. Pel seu nom hauria d'haver estat proposada per un tribú de nom Eli (Aelius) i un altre de nom Sancti (Sanctius).